# Satyagraha (ópera)

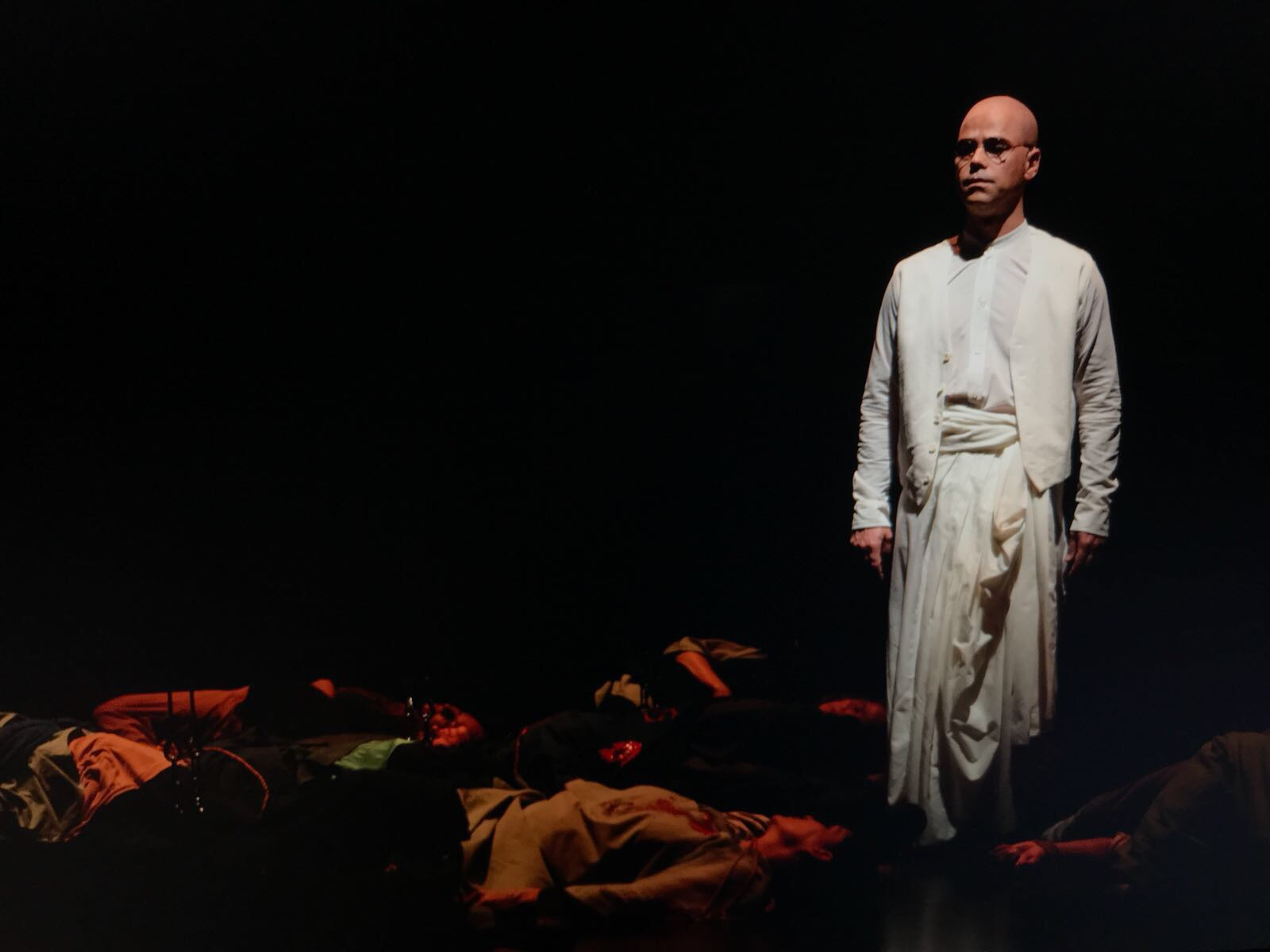
Gandhi em Berlim.25 de Outubro de 2017

Satyagraha é uma ópera em três atos para orquestra, coro e solistas, composta por Philip Glass, com libretto de Glass e Constance de Jong.  A ópera é baseada na vida de Mohandas K. Gandhi, e a segunda parte da "Portrait Trilogy" de Glass sobre homens que mudaram o mundo, que também inclui Einstein on the Beach e Akhnaten.  O estilo de Philip Glass pode ser categorizado como  minimalista, mas a música em Satyagraha é um pouco mais expansiva do que está implícito por esse rótulo. O elenco da ópera inclui 2 sopranos, 2 mezzo-sopranos, 2 tenores, um barítono e 2 baixos e um grande coral. A orquestra é de cordas e sopro, sem metais ou percussão. 
O título da ópera refere-se ao conceito de não-violência de Gandhi, a resistência à injustiça, Satyagraha, e ao texto de Bhagavad Gita, é cantada no original sânscrito. Na performance, a tradução é normalmente fornecido em legendas. Como as passagens são geralmente repetidas, o DVD apresenta o texto na íntegra, no início de cada cena.
Satyagraha foi encomendado pelo município de Roterdão, Países Baixos, e foi apresentada pela primeira vez em Stadsschouwburg (Teatro Municipal), em 5 de setembro de 1980 pela Holanda Opera e a Orquestra Sinfônica Utrecht, regida por Christopher Keene. Em 1981 foi apresentada pelo Stuttgart Opera, que passou a encenar a trilogia  completa em 1990. 
A estreia no Reino Unido foi pela Ópera Juvenil de Leeds sendo a primeira apresentação profissional no Reino Unido realizada pelo Midland Arts Centre, Birmingham, em 1999. Uma das mais nova produções no Reino Unido foi recentemente elaborado pela National Opera inglesa e o Improbable theatre numa coprodução com o Metropolitan Opera de Nova York. Esta produção teve início em Londres, Abril de 2007  e foi realizada em Nova Iorque, em Abril e Maio de 2008.
A produção de 1981 na Alemanha Ocidental foi filmada e lançada em video.

## Sinopse
A ópera tem três atos, cada qual se referindo a um importante personagem cultural: Leo Tolstoy, Rabindranath Tagore e Martin Luther King, Jr.
- I.  Tolstoy
  - No Campo Kuru de Justiça
  - A fazenda Tolstoy (1910)
  - O Juramento (1906)

- II.  Tagore
  - Confrontação e Salvação (1896)
  - Indian Opinion (1906)
  - Protesto (1908)

- III.  King
  - New Castle March (1913)

## Discografia
- S.Woods, D.Perry; Keene, New York City Opera Orchestra and Chorus. 1984 (Sony)